# Мова, Денис Николаевич
Денис (Дионисий) Николаевич Мова (укр. Денис (Діонисій) Миколайович Мова, настоящая фамилия — Петров; род. 1860, Бердянск, Таврическая губерния, Российская империя — 1922, Одесса, Украинская ССР, СССР) — украинский оперный певец (тенор), актёр.

## Биография
Учился в Петербургской консерватории, обладал сильным голосом красивого тембра. Выступал в составе украинских трупп М. Кропивницкого и М. Старицкого (1885-1889), в Театре Николая Садовского (1889-1890, 1983-1895), в труппе П. К. Саксаганского (1890-1893, 1895-1909). В 1909 году организовал собственную частную труппу.
Первым исполнил партию Петра в опере «Наталка Полтавка» М. Лысенко (1889). Среди репертуара - партии Андрея ( «Запорожец за Дунаем») С. Гулак-Артемовского), Левко («Утопленная» М.) Лысенко).
Муж украинской оперной певицы и актрисы Марии Садовской-Барилотти ; их дочь Елена Петляш – также известная оперная певица.